# 伊塔马拉蒂-迪米纳斯
伊塔马拉蒂-迪米纳斯是巴西米纳斯吉拉斯州的一个市镇。总面积118.347平方公里，总人口4035人，人口密度34.1人/平方公里。